# Марк Антоний Гнифон
Марк Антоний Гнифон (на латински: Marcus Antonius Gnipho; 1 век пр.н.е.) е роден в Галия, роб, граматик и учител по реторика, гръцки и латински в Древен Рим.
Той е бил частен учител на Юлий Цезар.